# Sponzorska plata
Sponzorska plata je četrti studijski album slovenskega komične glasbene skupine Slon in Sadež, izdan leta 2010 v digitalni obliki – album je bilo možno brezplačno prenesti z uradne spletne strani skupine. Glavni sponzor so bile Ljubljanske mlekarne, kar je v besedilih tudi večkrat omenjeno.

## Glasba
Album je strukturiran tako, da je sestavljen iz več pesmi, ki posnemajo glasbene sloge slovenske glasbe. Tako so npr. »Od Pirana do Metlike« v rock slogu, »Dan za« v kantavtorskem folk slogu, »Fotr« je heavy metal pesem, »Čreva na plot«, ki govori o razkolu med narodnozabavno in rock glasbo, pa v teh dveh žanrih. Besedila na komičen način kritizirajo razne vidike življenja v Sloveniji in na splošno.
Med pesmimi so krajši skeči, ki služijo kot uvod v pesem ali pa na komičen način povzdigujejo in promovirajo izdelke Ljubljanskih mlekarn.

## Kritični odziv
Kritični odziv na album je bil zelo pozitiven. V članku v Mladini je Max Modic albumu dal popolnih pet zvezdic in, navezujoč se na besedila albuma, rekel: »Mleksplicitno do obisti, neusmiljeno do pregovorno zaplankane novoslovenske desnosučnosti in brez kančka sočutja do v lastni režiji skrčenih obzorij malega človeka. Zagovedno v najžlahtnejšem pomenu besede.«
Dobro oceno je dal na portalu MMC RTV-SLO tudi Dušan Jesih in dodal: »Niso glasbeni revolucionarji, so pa odlični zabavljači, ki vam mimogrede polepšajo dan.«

## Seznam pesmi
Vse pesmi sta napisala Jure Karas in Igor Bračič.
1. »JoSong« – 2:14
2. »Od Pirana do Metlike« – 3:26
3. »EPP« – 0:40
4. »Mestni redar« – 3:19
5. »Reklame« – 1:15
6. »Dan za« – 2:38
7. »Ekonomski predah« – 2:17
8. »Fotr« – 3:31
9. »Objava oglaševalcev« – 2:28
10. »Nocoj« – 3:38
11. »Sporočilo pokroviteljev« – 2:18
12. »Disko kmet« – 3:00
13. »Oglasi« – 1:50
14. »Čreva na plot« – 3:35
15. »Propagandni premor« – 2:03
16. »Nimam razloga za (bluz)« – 3:08
17. »Opozorilo« – 0:34

## Zasedba
- Jure Karas
- Igor Bračič
- Matjaž Ugovšek — kitara
- Rok Šinkovec — harmonika in klaviature
- Matej Horvat — bobni
- Samo Šalamon — bas kitara